# The National Pastime
The National Pastime je původní píseň, která zazněla v první epizodě první série amerického televizního muzikálového seriálu Smash s názvem Pilot.Ivy Lynn (Megan Hilty) zpívá toto baseballové číslo spolu se sborem. Píseň se v seriálu opakuje na workshopovém medley v sedmé epizodě nazvané The Workshop a i ve druhé sérii, v epizodě Musical Chairs, v podání Karen Cartwright (Katharine McPhee). Píseň složili Marc Shaiman a Scott Wittman a choreografii pro píseň vytvořil Joshua Bergasse.
Internetový server DFW.com popsal číslo jako: "Marilyn, nyní zamilovaná do Joa DiMaggia, se snaží v této písni 'porozumět' baseballu". Píseň byla vydána jako singl. Ve scéně jsou střihy mezi "zkouškami v hale a toho, jak by toto číslo vypadalo na Broadwayi v celku i s kostýmy."

## Datum vydání
| Oblast                 | Datum          | Formát                       | Vydavatelství    |
| ---------------------- | -------------- | ---------------------------- | ---------------- |
| Spojené státy americké | 16. ledna 2012 | Ke stažení – digitální singl | Columbia Records |
| Spojené státy americké | 6. února 2012  | Ke stažení – digitální singl | Columbia Records |